# 息烽集中营旧址
息烽集中营旧址（息烽集中营革命历史纪念馆），是位于贵州省贵阳市息烽县的中国近代建筑遗址，是中国抗日战争时期中国国民党军统局设立的一所监狱“息烽集中营”旧址，中国国民党方面称为”国民政府军事委员会息烽行辕“，由息烽阳郎坝集中营本部和玄天洞囚禁处建筑遗址组成，在旧址基础上还设有息烽集中营革命历史纪念馆，1988年，被列为全国重点文物保护单位。现同时也是爱国主义教育基地、中国国家AAAA级旅游景区、全国首批命名的100家红色旅游经典景区之一。

## 集中营本部
猫洞集中营，位于息烽县城南6公里的阳朗坝猫洞，现遗存有9栋52间监狱建筑遗址，东西长242.9米，南北宽236米，占地面积57124.4米。原中国国民党军统局关押政治犯所用。在1984年和1997年、2005年中国大陆政府曾三次对息烽集中营旧址进行修复和保护。1988年，国务院公布息烽集中营旧址为全国重点文物保护单位。1997年5月在旧址基础上成立息烽集中营革命历史纪念馆。
息烽集中营旧址被中宣部公布为第二批全国爱国主义教育示范基地。全国廉政教育基地、国家国防教育示范基地、国家 AAAA级旅游景区、全国首批命名的100家红色旅游经典景区之一。

## 玄天洞
玄天洞，原位于息烽县城东8公里的一个天然溶洞，自明代以来曾修建的玉皇殿、三清宫、地母庙等建筑，中国抗日战争期间，被军统设为”息烽集中营“监房之一。西北军将领、“西安事变”发起人之一杨虎城其家人就曾在玄天洞被囚禁8年。现属于息烽集中营旧址建筑群之一。

## 历史
原为在南京羊皮巷的国民政府军事委员会看守所。1937年8月，戴笠呈请蒋介石，将在南京城内外张府园、羊皮巷、上清河的3个军统看守所合并为军政部军法处南京军人监狱，称“新监”。1937年9月底迁汉口，1938年1月疏散到湖南省益阳城外5里的王家大屋。1938年9月搬迁到贵州的息烽县城内的中心小学。1939年春原址改办军统局“息烽特训班”，息烽监狱搬到距息烽县城10余里的黔渝公路羊朗坝猫洞的刘家大寨，称“息烽监狱”。是军统局所有羁押场所中唯一称“监狱”的。设忠、孝、仁、爱、信、义、和、平等8个斋（监区）；每个斋设6个到二、三十个监房不等。1946年7月撤销。
历任监狱长（对外称“息烽行辕”主任）
1. 何缉生（化名何子正、何子贞）（1937年8月-1941年3月）
2. 周养浩（周文豪）：戴笠的小同乡，原为军统局本部司法行动处科长（1941年3月-1946年7月）

组织架构：
- 秘书室
- 一组（人事组）
- 二组（警卫管理组）
- 三组（总务组）
- 四组（生产运输组）
- 会计室
- 教务所
- 医务所
- 警卫队

全部工作人员除警卫人员外，共有80余人，其中正式有薪水的军统职员仅10余人，其余70余人都是“工修人”（在押的军统人员中选调出的“工作修养人”），只领少数津贴费。
息烽监狱在押人数经常保持在二、三百人。周养浩任内累计在押千余人，其中组成成分：
- 共产党（包括“共嫌”）占4-5%； 如：四川省委书记罗世文、四川省委军委车耀先、重庆新区区委委员许晓轩；在北平被捕的打入复兴社的韩子栋；张露萍及其情报系统的军统局电讯处内勤张蔚林、军统电讯总台主任报务员冯传庆、赵力耕、杨光、杨席珍和安文元等8人。
- 民主人士（包括工人、学生）占4%；如：重庆大学商学院院长马寅初，致公党领导人之一陈其尤，曾任吴佩孚参议的民主人士王子中，曾任孙中山大元帅府秘书因批评蒋介石“攘外必先安內”而被关押的刘希芜，蒙古族奇丕璋；以“托派分子”罪名被捕的王振华、黎洁霜夫妇及两名幼子；西安事变后被羁押的东北军第五十三军副军长黃顯聲、杨虎城的秘书宋绮云（中共党员）和妻子徐林侠（中共党员）及幼子宋振中（“小萝卜头”）、杨虎城的随从阎继明和张醒民，张学良的副官李英毅等。
- 军统特务占70%；分为纪律犯、贪污犯等。[6]
- 汉奸（包括其家属）和间谍（含嫌疑）占9%；如1938年武汉撒退时逮捕的外籍人米乐斯（捷克）、王克士（瑞士）、8名白俄等，抗战胜利后全部释放。汉奸嫌疑逮捕孫履平等。汪伪周佛海的母亲马氏、妹妹、妹夫及岳父母、小姨子等两家九口等。
- 不便关在普通司法部门的“普通犯”占10%；如：天津青帮“大爷”马日铭、浙江兴业银行襄理张锡荣等。
- 其他占3-4%。如：桂系中将高参吕国治，李宗仁部秘书陈六安，康泽的秘书张碧天，自称是蒋的“胞兄”的郑绍发。受刘芦隐指使刺杀湖北省政府主席杨永泰嫌疑的康澤系特务周纯、赵翔龙、杨西平等。

## 囚犯

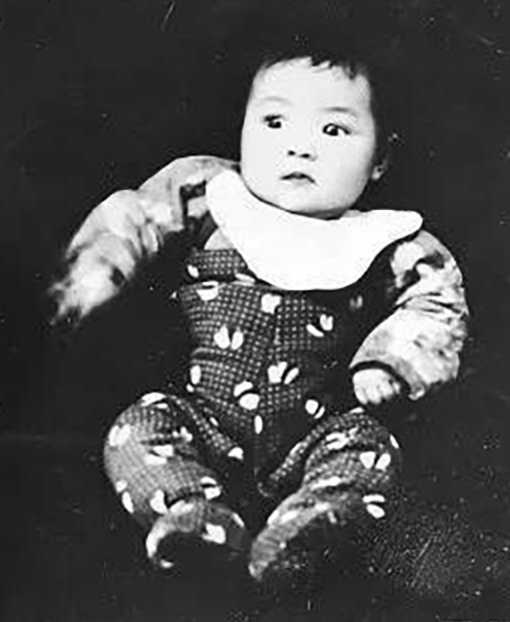
宋振中，又称小萝卜头，是”中华人民共和国年龄最小的烈士“曾被关押于息烽集中营

息烽集中营中监房当时称为“斋”，沿用南京新监的“忠、孝、仁、爱、信、义、和、平”8个监号，加上特斋共9栋52间。忠斋主要关押中共要员及案情重大者和之前有相当社会地位或影响的人；仁斋关押案情较重的中共党员、爱国民主人士；爱斋关押的是一些“案情不明”或“案情较轻”的“政治犯”；和斋关押初来的“犯人”；平斋关押外籍人士；孝斋是最大的牢房，可关押200多人；信斋楼上作为便衣特务队宿舍使用，楼下则是关押一些一般政治犯和军统内部违纪人员，后来生产组制作草鞋地方；义斋用以关押“女犯”、特斋用以关押一些特殊人员。
息烽集中营从1938年11月至1946年7月设立期间，8年时间先后关押了中共党员、爱国人士、进步青年等各类人员1200余人，杀害和折磨致死600余人。下落不明者400余人。罗世文、杨虎城、宋绮云、黄显声、马寅初、韩子栋、宋振中（小萝卜头）等都曾关押于此。